# Fantasilandia
Fantasilandia est un parc d'attractions situé à Santiago, au Chili.

## Histoire
Le parc est ouvert depuis 26 janvier 1978.
En 2006, Fantasilandia ouvre les premières montagnes russes Wild Mouse construites par Zamperla.

## Les attractions

### Les montagnes russes

#### En fonction

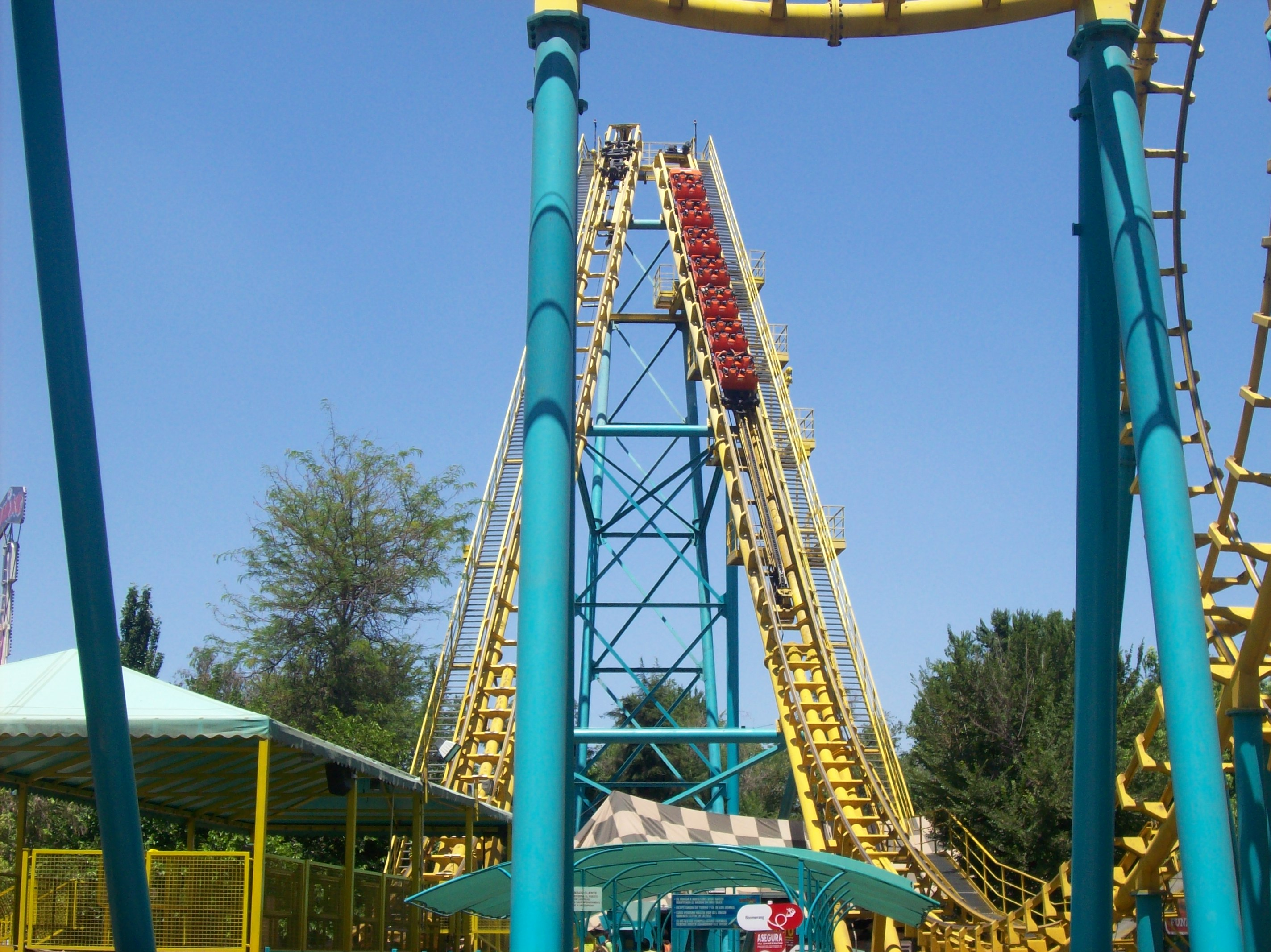
Boomerang
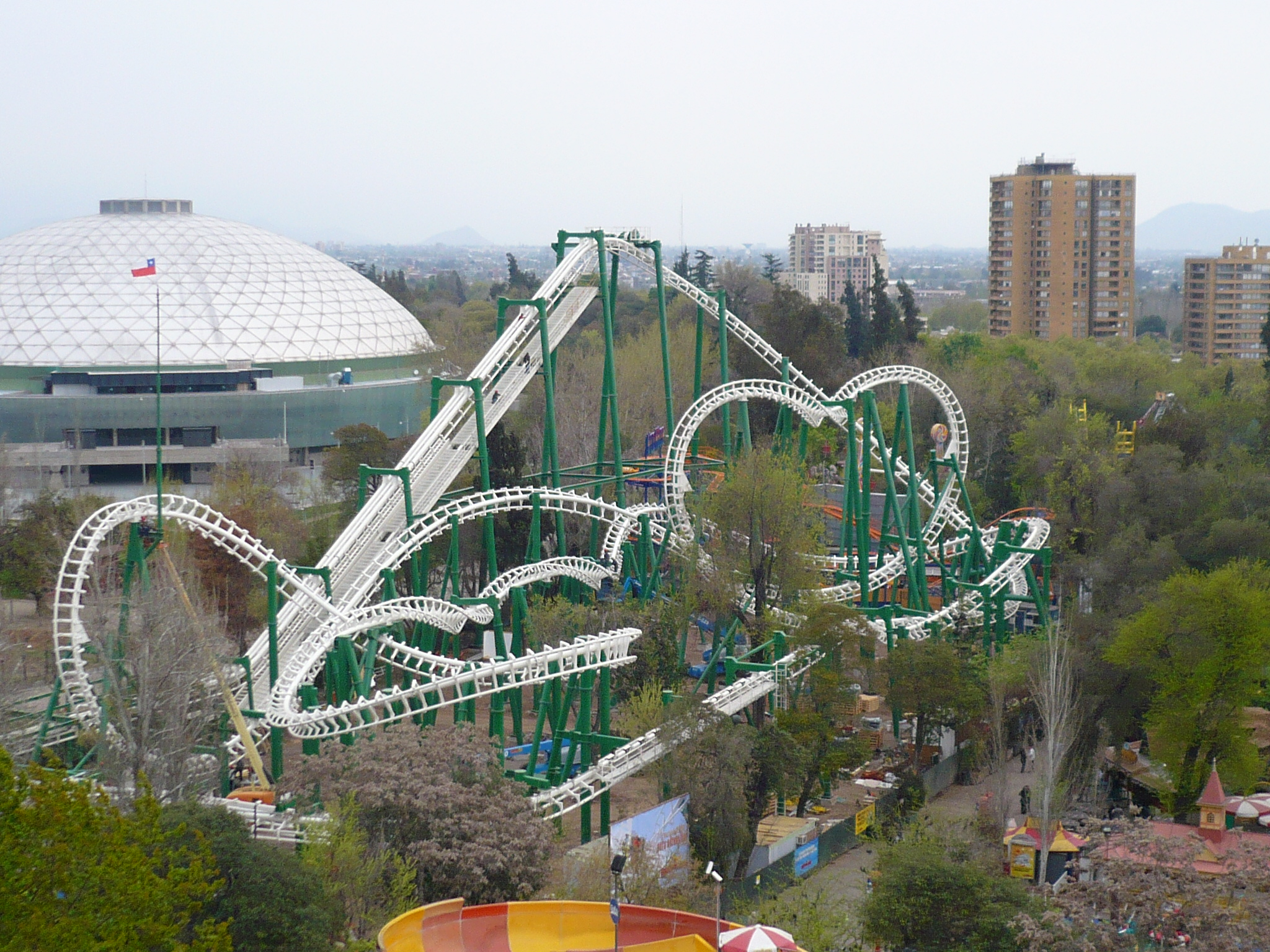
Raptor

| Nom            | Type                       | Constructeur   | Année |
| -------------- | -------------------------- | -------------- | ----- |
| Boomerang      | Navette / Boomerang        | Vekoma         | 1996  |
| Car City       | Junior                     | SBF Visa Group | 2024  |
| Montaña Dragón | E-Powered Junior           | Zamperla       | 2002  |
| Raptor         | Inversées / Vekoma SLC 689 | Vekoma         | 2008  |
| Tren Minero    | Train de la mine           | Vekoma         | 2015  |
| Wild Mouse     | Wild Mouse tournoyantes    | Zamperla       | 2006  |

- Boomerang
- Raptor

#### Disparues
| Nom    | Type                | Constructeur | Ouverture | Fermeture |
| ------ | ------------------- | ------------ | --------- | --------- |
| Cyclon | Métal / Zyklon ZL42 | Pinfari      | 1994      | 2004      |
| Galaxy | Métal / Galaxi      | S.D.C.       | 1978      | 2013      |

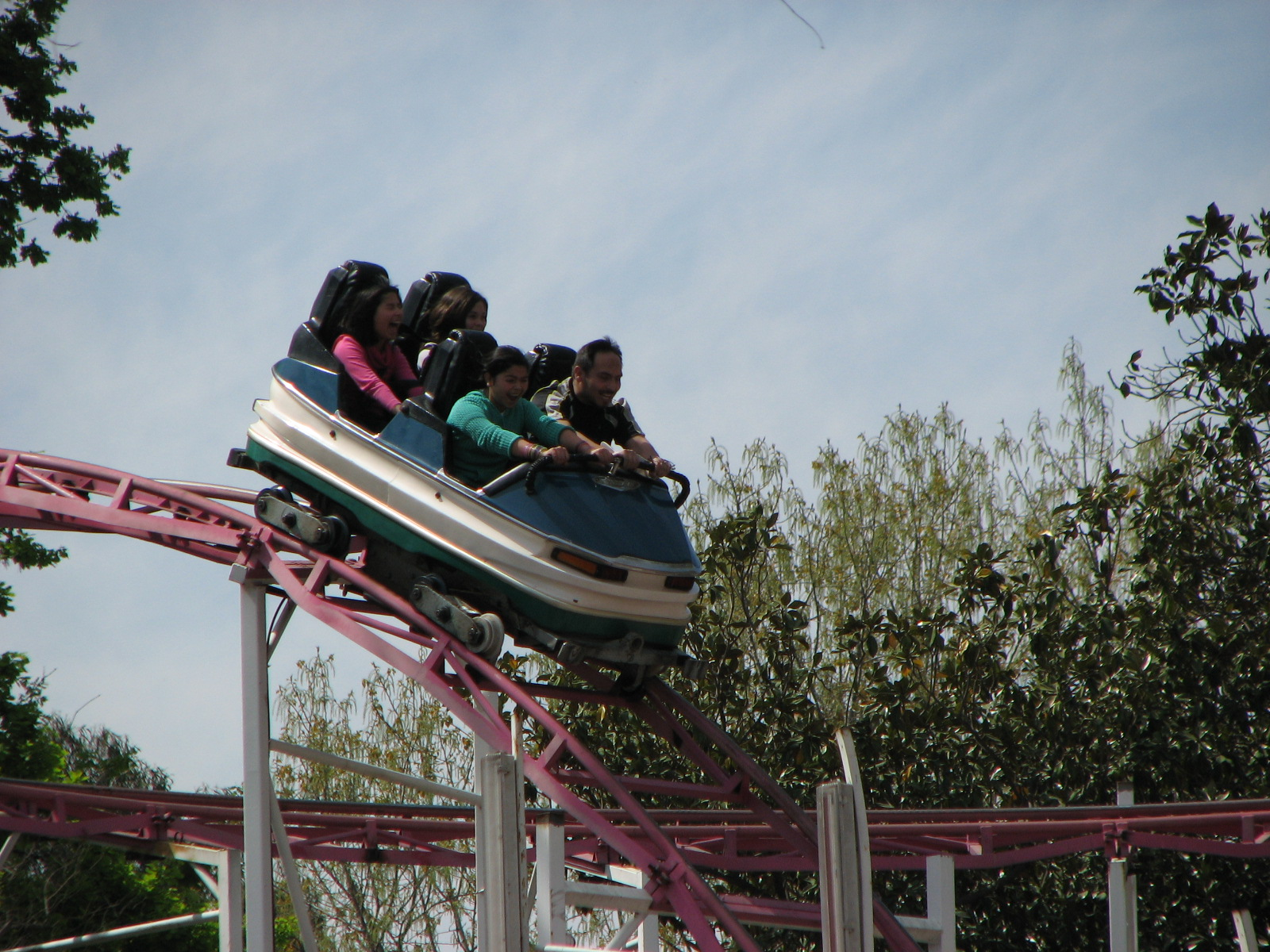
Galaxy

### Les attractions aquatiques

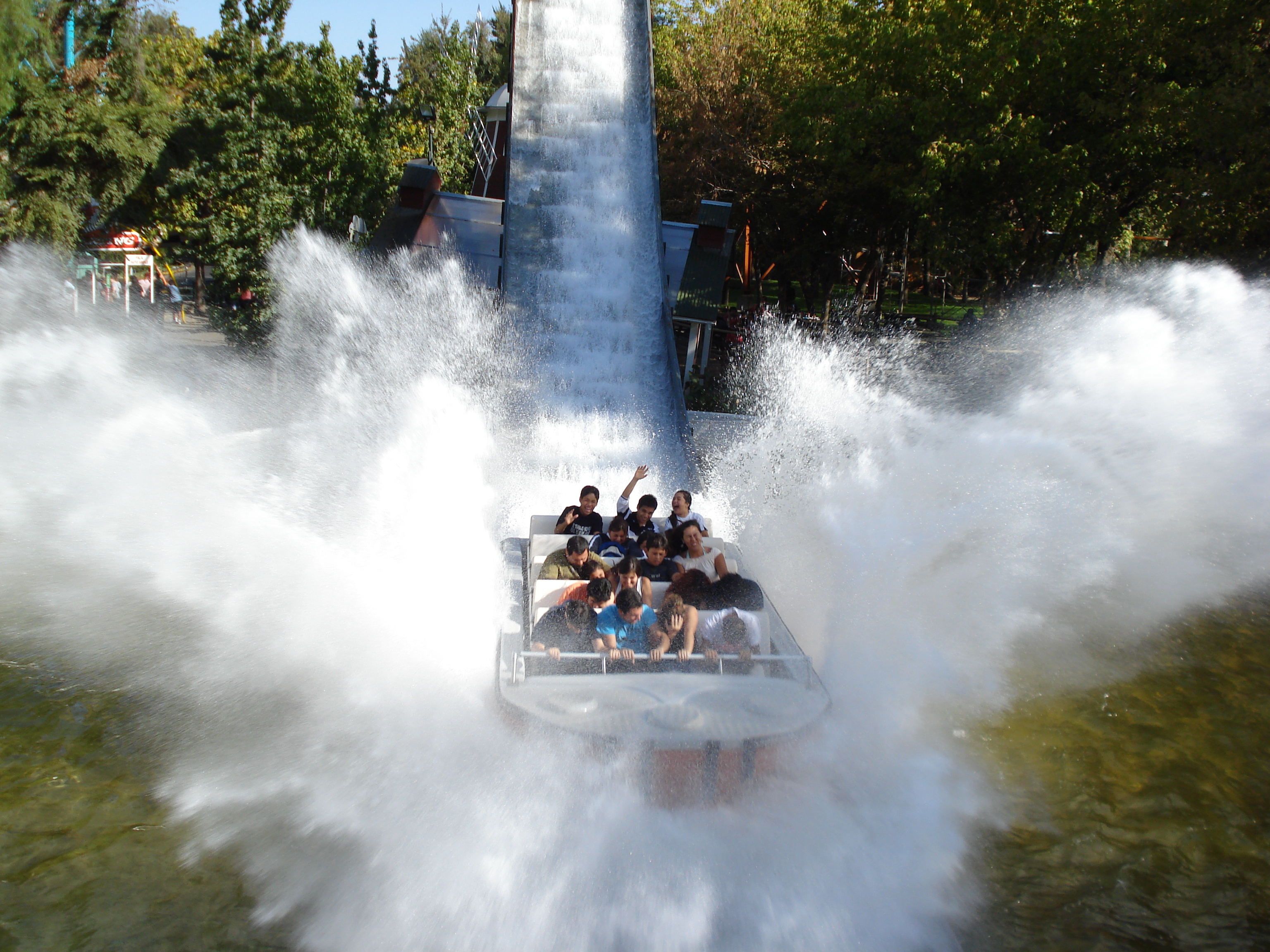
Tsunami

- Black Hole - toboggans aquatiques construits en 1994
- Bumping Boats - bateaux tamponneurs
- Mini Splash - bûches pour enfants construites en 2005
- Rapid River - rivière rapide en bouées construite en 2003
- Tsunami - Shoot the Chute d'Intamin, construit en 2007

### Autres attractions
- Bongo-Train - train

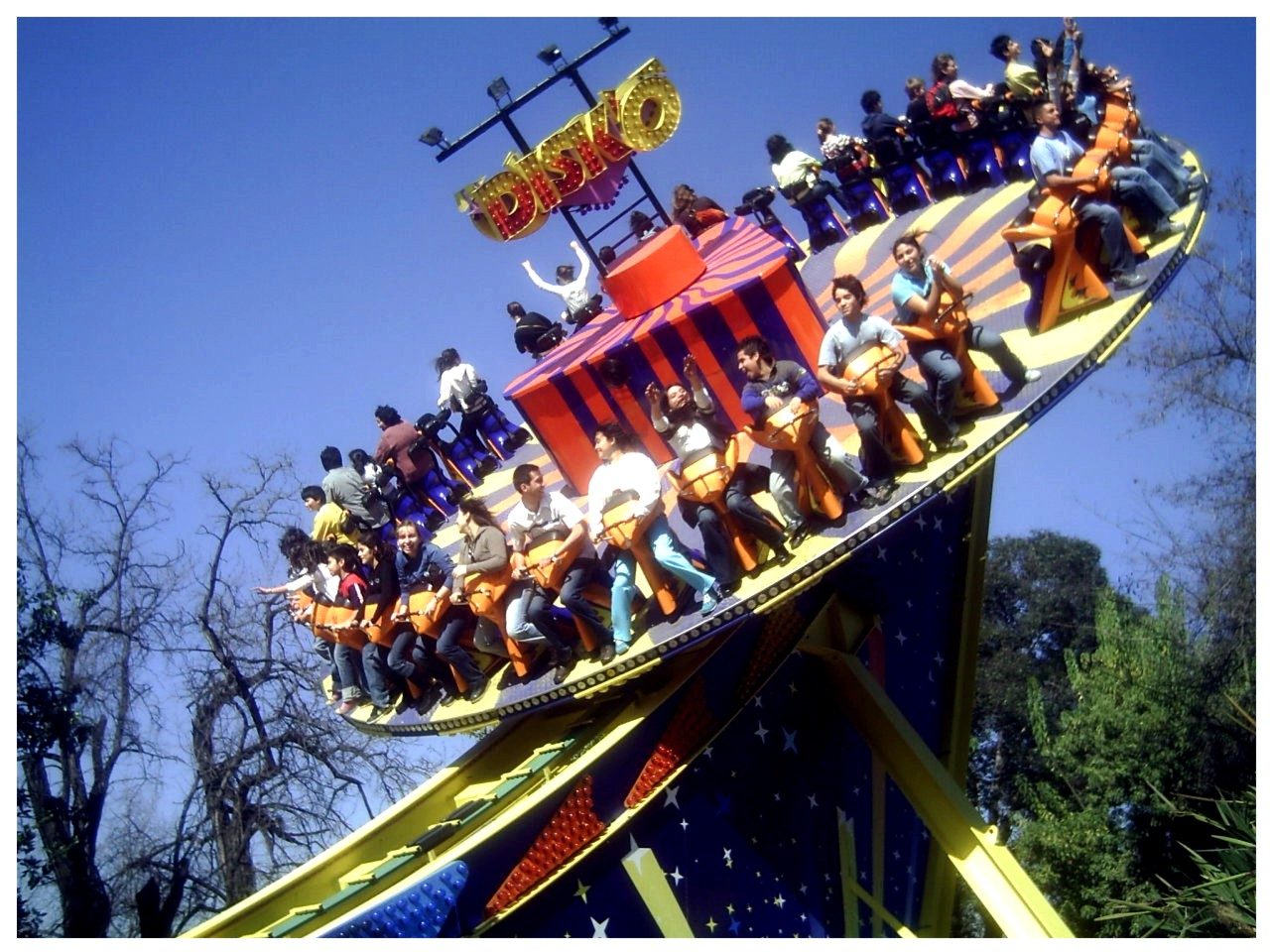
Disk'o

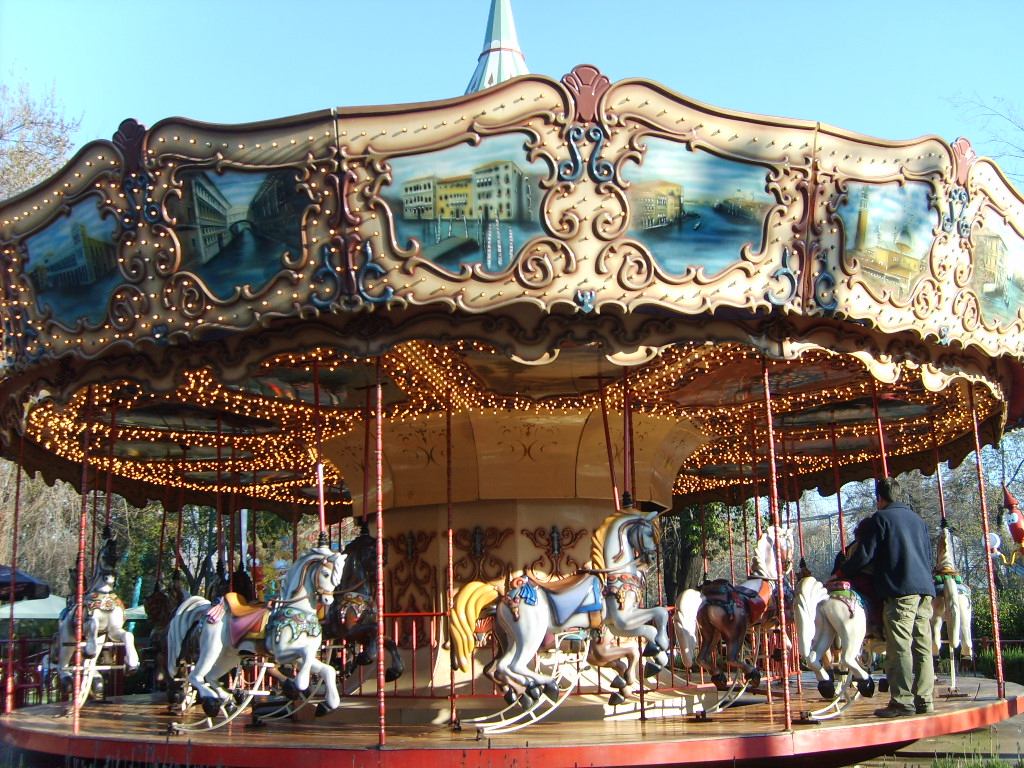
Merry-go-round

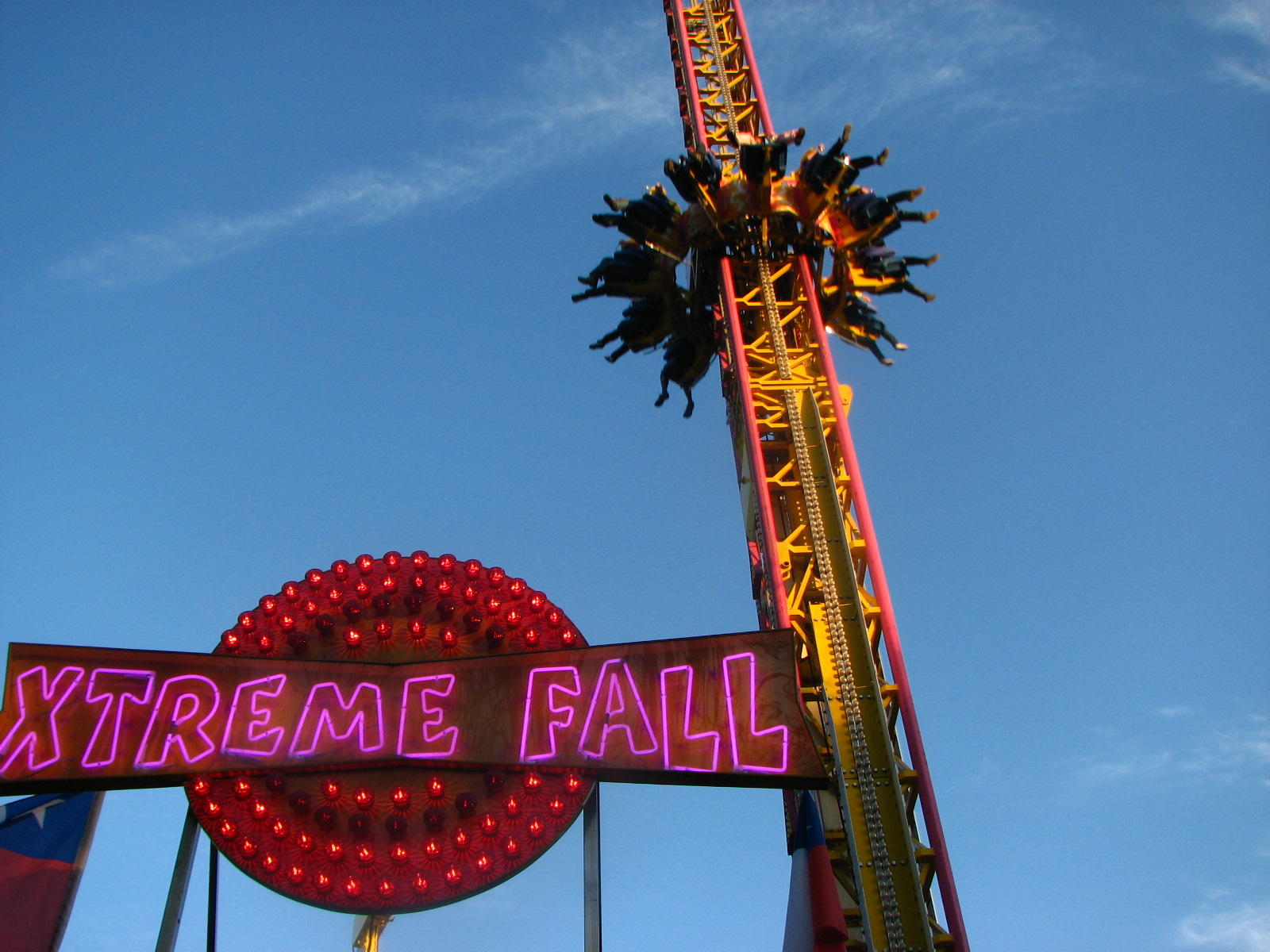
X-treme Fall

- Casa Fantasma - maison hantée construite en 1989
- Castillo Encantado - parcours scénique construit en 2003
- Cinema Magic 3D - cinéma en relief de Multi-dimensional Studios, construit en 2003
- Crazy Dance - de Fabbri Group, construit en 1999
- Disk'o - Disk'O de Zamperla, construit en 2005
- Ducks - manège de canards
- Evolution - Evolution de Fabbri Group, construit en 1997
- Fire Chief - Crazy Bus de Zamperla, construit en 2006
- Ford T - balade en tacots
- Fun Karting - course de karting
- Ikarus - Condor de Huss Park Attractions, construit en 2011
- Kamikaze - Kamikaze de Fabbri Group, construit en 1993
- Merry-go-round - carrousel
- Mini Bongo - train pour enfants
- Mini Skooter - autos-tamponneuses pour enfants de Barbieri
- Monga - spectacle d'effets spéciaux
- Skooter - autos-tamponneuses de Barbieri
- Super Truck - convoi de camions pour enfants de Zamperla
- Swinging Ship - bateau à bascule de S.D.C., construit en 1982
- Tagadá - Tagada de S.D.C., construit en 1982
- Top Spin - Top Spin de Huss Park Attractions, construit en 2004
- Twister - Paratrooper construit en 2005
- X-Treme Fall - tour de chute de Fabbri Group, construit en 2002